# Yasuhiko Satō
Yasuhiko „Hachi“ Satō  (jap. 佐藤 恭彦, Satō Yasuhiko; * 26. November 1968 in Takasaki, Präfektur Gunma) ist ein japanischer Jazzmusiker (Kontrabass).
Satō spielte 1997 in Tokyo im Quartett von Dusko Goykovich (Munich Serenade, mit Peter Mihelich und Masahiko Osaka), zu hören auch auf dem Livemitschnitt Round Midnight: Live at Lexington Hall. In dieser Zeit gehörte er auch dem Trio des Pianisten Yuichi Inoue an, mit dem er Ende 1997  das Album Blue Requiem (mit Akira Igawa) einspielte.  In den frühen 2000er-Jahren arbeitete er unter anderem mit der Sängerin Chie Ayado (My Life, 2002), ferner mit dem Sänger Toko („You Are So Beautiful“). 2008 spielte er im Yuki Arimasa Trio (mit Dairiki Hara); 2011 war er Mitglied des Hitomi Nishiyama Trio (Music in You). 2018 arbeitete er mit Hidefumi Toki.